# Eruca setulosa
Eruca setulosa är en korsblommig växtart som beskrevs av Pierre Edmond Boissier och Georges François Reuter. Eruca setulosa ingår i senapskålssläktet, och familjen korsblommiga växter. Inga underarter finns listade i Catalogue of Life.